# Mirjantsi
Mirjantsi (bulgariska: Мирянци) är ett distrikt i Bulgarien.   Det ligger i kommunen Obsjtina Pazardzjik och regionen Pazardzjik, i den centrala delen av landet, 110 km sydost om huvudstaden Sofia.
Trakten runt Mirjantsi består till största delen av jordbruksmark. Runt Mirjantsi är det ganska tätbefolkat, med 199 invånare per kvadratkilometer.